# トリニトロトリアジドベンゼン
トリニトロトリアジドベンゼン（trinitrotriazidobenzene、略称：TNTA、別名: トリアジドトリニトロベンゼン、triazidotrinitrobenzene、TATNB）は爆薬として用いられる有機化合物で、ベンゼンの環上に3個ずつのアジド基 (-N3) とニトロ基 (-NO2) が交互に置換した構造を持つ。IUPAC名は 1,3,5-トリアジド-2,4,6-トリニトロベンゼン (1,3,5-triazido-2,4,6-trinitrobenzene) 。
- 爆速：7350 m/s

## 合成
この化合物は1924年にOldřich Turekによって初めて合成された。1,3,5-トリクロロ-2,4,6-トリニトロベンゼンとアジ化ナトリウムの反応で合成できる。1,3,5-トリクロロ-2,4,6-トリニトロベンゼンは硝酸と硫酸で1,3,5-トリクロロベンゼンをニトロ化することによって得られる。
別の方法では、1,3,5-トリアジド-2,4-ジニトロベンゼンのニトロ化を用いる。

## 性質
低温でも窒素ガスを発生させながらゆっくり分解し、ベンゾトリフロキサンに変化する。この反応は100℃で14時間以内に定量的に進行する。m-キシレン溶液において、分解には一次速度論が観察され、半減期は70 ℃で340分、80℃で89分、100℃で900秒であった。
168℃以上に急速に加熱すると爆発する。